# La Jarne
La Jarne är en kommun i Frankrike  i närheten av La Rochelles förorter. Det är en ort i departementet Charente-Maritime. La Jarne ligger i regionen Nouvelle-Aquitaine.
La Jarne är en by med 2 211 invånare och ligger 10 km öster om La Rochelle. Det blir mer och mer en bostadsort. År 1946 hade byn 536 invånare och 973 invånare år 1975.
Ortens invånare kallas på franska Jarnaises (f) och Jarnais (m).
La Jarne är välkänt i Charente-Maritime tack vare sitt fina slott i klassisk stil byggt år 1771. Dess namn är Château de Buzay (på svenska: Buzays slott).
La Jarne har också en känd golfbana med 18 hål. Golfbanan är 5 157 meter lång.

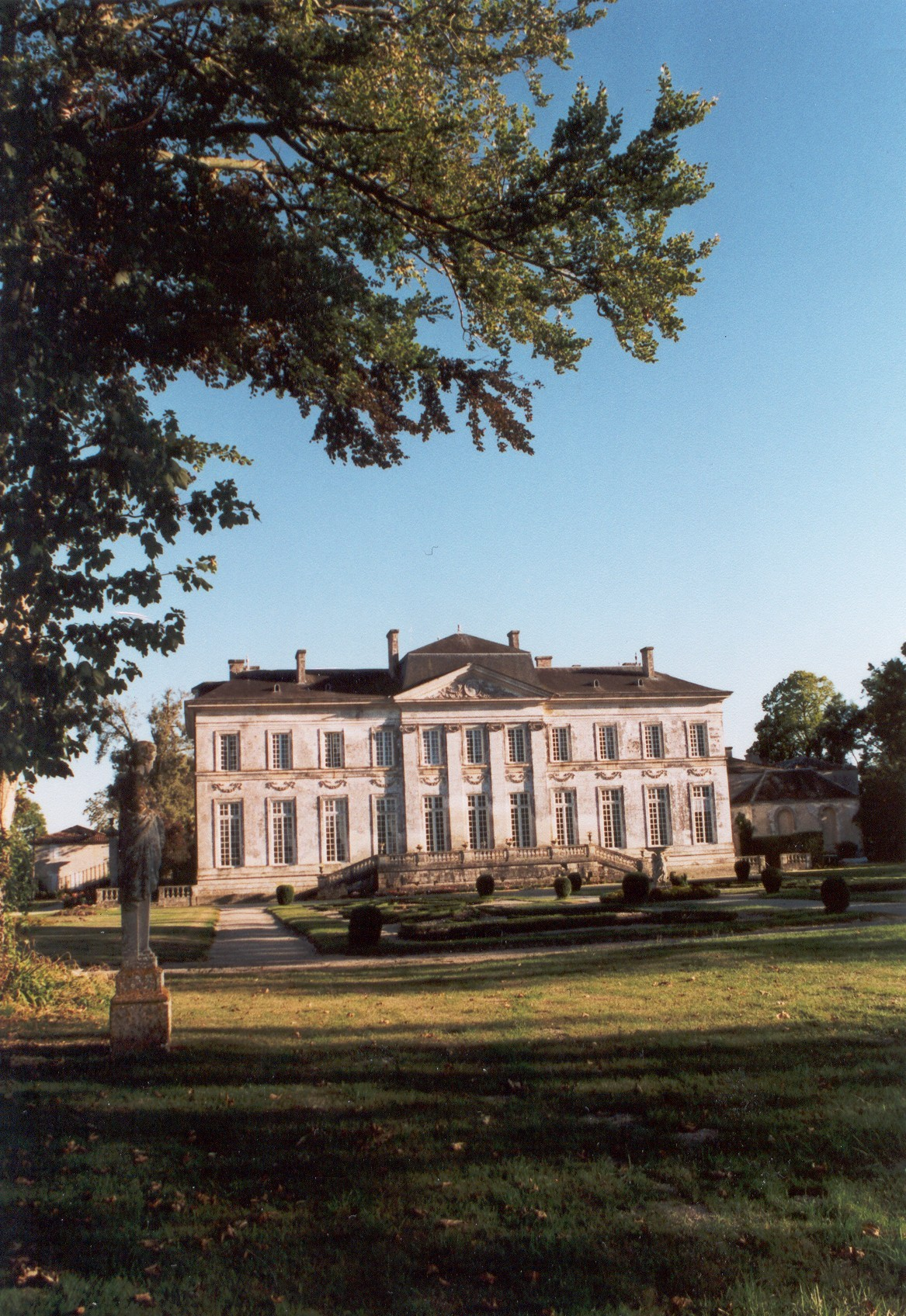
Utsikt från slottets norra sida

## Befolkningsutveckling
Antalet invånare i kommunen La Jarne
| Referens: INSEE |